# Polina Szemionova
Polina Szemionova (oroszul: Полина Семионова; 1984. szeptember 13.) moszkvai születésű balett-táncosnő, a New York-i American Ballet Theatre balerinája.

## Eddigi pályafutása
Moszkvában a Bolsoj Balett Iskola növendékeként számos díjat nyert a legnívósabb balettversenyeken. Aranyérmet kapott a Moszkvai Nemzetközi Balettversenyen 2001-ben, első helyen végzett a Vaganova-Prix Balettversenyen Szentpéterváron 2002-ben és Junior Díjat a Nagoya Nemzetközi Balettversenyen 2002-ben, Japánban.
Miután 2002-ben befejezte tanulmányait, Vlagyimir Malakov balett-táncos meghívására Szemjonova a Berlini Állami Operaháznál vállalt szerepet, mint prímabalerina. Így tizennyolc éves korában ő lett az operaház történetének legfiatalabb prímabalerinája. Japánban Malakov partnereként lépett fel, ami az Operaházhoz való meghívásának oka is volt egyben. Főszerepet kapott a Diótörőben és a La Bayadère-ben már az első évadban. Ezt Tatjána szerepe követte az Anyegin-ben, ami a kedvence lett.
Polina tizenkilenc évesen, 2003-ban az Angol Nemzeti Balettel lépett fel A hattyúk tavában, ezzel dicsérő visszhangot váltva ki az angol kritikusokból. A következő évben a Kaliforniai Balett-Társulattal szerepelt a Csipkerózsikában, ismét elbűvölve a kritikusokat, annak ellenére, hogy a teljes darabot kiábrándítónak titulálták.
Miután Herbert Grönemeyer zenés klipjében, a Letzter Tag-ban is szerepelt, Polina Szemjonova a szélesebb közönség előtt is ismertebbé vált.

## Külső hivatkozások
- Polina Szemjonova képei a The Ballerina Gallery és a Népszabadság oldalán
- Felemelkedőben: Polina Szemjonova: a végzet bálja – avagy hogyan lett a kezdő balerinából Csipkerózsika (Nina Alovert cikke a Dance Magazine-ben, 2004. október)
- Polina Szemjonova Herbert Grönemeyer Letzer Tag című klipjében a YouTube-on
- Bemutató összeállítás Szemjonováról képekkel a YouTube-on